# NGC 2420
NGC 2420 је расејано звездано јато у сазвежђу Близанци које се налази на NGC листи објеката дубоког неба.
Деклинација објекта је + 21° 34' 27" а ректасцензија 7h 38m 23,8s. Привидна величина (магнитуда) објекта NGC 2420 износи 8,3. NGC 2420 је још познат и под ознакама OCL 488.